# Pelageya Danilova
Pour les articles homonymes, voir Danilova.
Pelageya Aleksandrovna Danilova (-Demirdzhiyan), née le 4 mai 1918 et morte le 30 juillet 2001 à Saint-Pétersbourg, est une gymnaste artistique soviétique. 

## Biographie sportive
Elle est sacrée championne olympique en concours général par équipes et vice-championne en exercices d'ensemble avec agrès portatifs par équipes aux Jeux olympiques d'été de 1952 à Helsinki. 
Elle remporte le titre mondial par équipe aux Championnats du monde de gymnastique artistique 1954 à Rome.